# Drepanosticta myzouris
Drepanosticta myzouris – gatunek ważki z rodziny Platystictidae. Występuje endemicznie na Filipinach.